# California Trail

California Trail

Der California Trail war während des 19. Jahrhunderts eine der Hauptrouten für Siedler und Goldsucher aus den Staaten östlich des Missouri River, durch den Mittleren Westen in den Westen der heutigen USA.
Der Trail wurde ab den 1840er Jahren von ungefähr 250.000 Siedlern und Goldsuchern genutzt, die eine neue Zukunft in Kalifornien suchten. Grund war das noch weitgehend unbesiedelte und fruchtbare Land in Zentral- und Nordkalifornien und die Goldfunde, die 1848 den kalifornischen Goldrausch auslösten. Der Pfad wurde bis in die späten 1860er Jahre genutzt, als die Eisenbahn in die Region vordrang.
Der ursprüngliche Trail hatte zahlreiche Abzweigungen und umfasste eine Gesamtlänge von über 8000 km. Im Großen Becken finden sich noch 1600 km des ausgefahrenen Weges als sichtbarer Beweis für die Massen, die sich nach Westen bewegten. Teile des Trails werden durch den National Park Service als California National Historical Trail im Rahmen des National Trails System verwaltet.

## Beschreibung

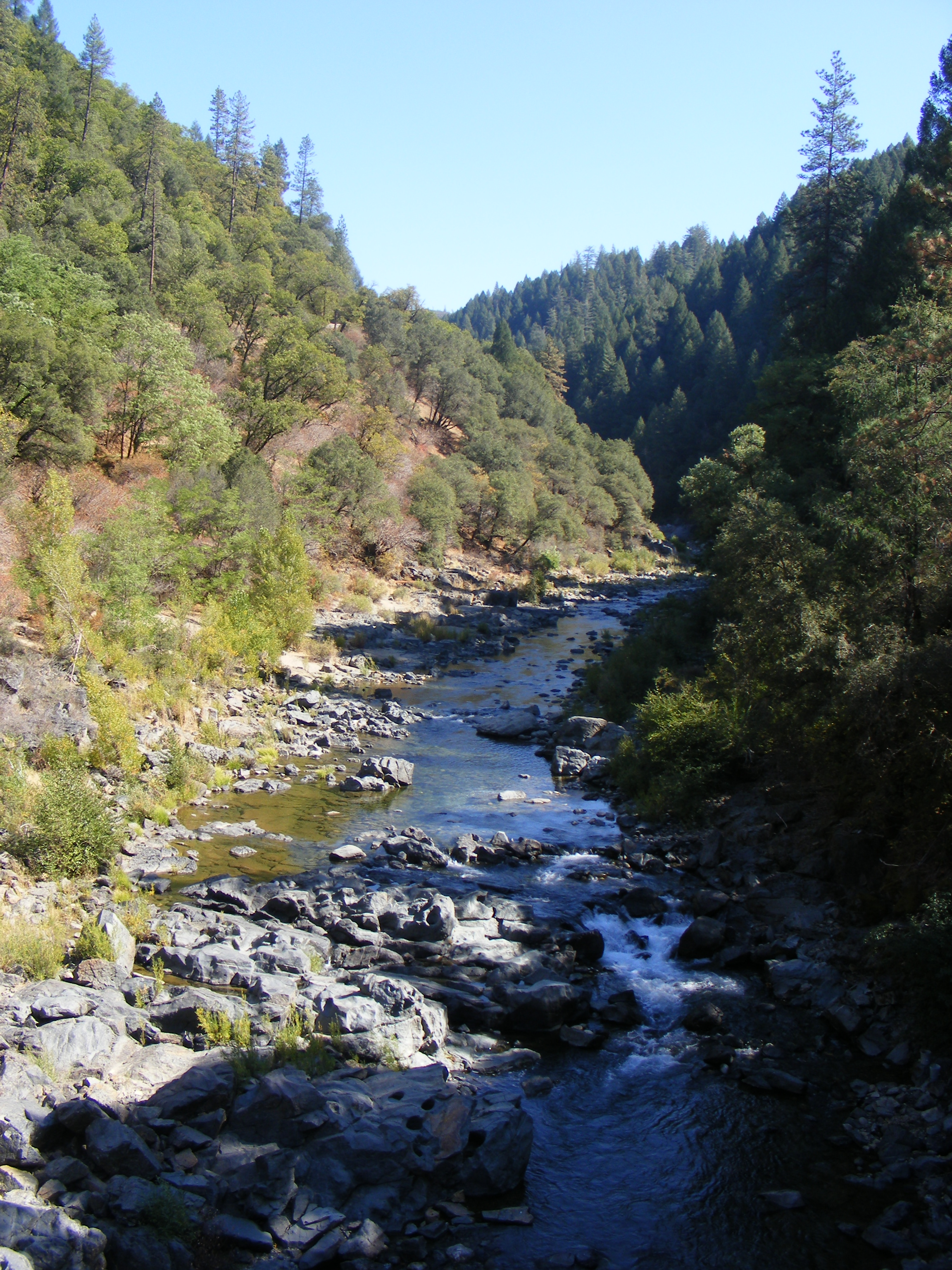
Eine der Routen führt entlang dem Yuba River

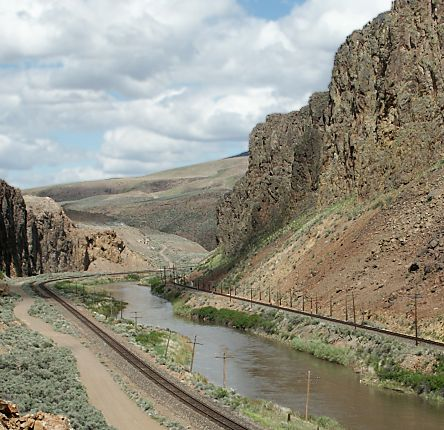
Am Humboldt River

Der Verlauf des California Trail und die Wahl der einzelnen Routenmöglichkeiten hing vom Ausgangspunkt, dem Zielort in Kalifornien, sowie dem Zustand der Zugtiere und Fahrzeuge ab. Die Hauptroute des Trails durch die Great Plains war identisch mit dem Oregon und dem Mormon Trail. Dort verlief der Trail entlang dem Missouri River, daraufhin durch Nebraska entlang des Platte River und North Platte River ins heutige Wyoming. Ab da folgte der Trail dem Sweetwater River und überquerte die nordamerikanische Wasserscheide über den South Pass. Hier trennte sich der California Trail vom Mormon Trail. Vom South Pass führte der Trail nach Nordwesten bis  nach Fort Hall im damaligen Oregon (heute im Bundesstaat Idaho) am Snake River.
Im Westen von Fort Hall (nahe dem heutigen Pocatello, Idaho), an der Gabelung des Raft River mit dem Snake River, trennt sich der Trail vom Oregon Trail und folgt dem Raft River nach Südwesten bis zum heutigen Almo, Idaho. Daraufhin durchquert er die City of Rocks und den Granite-Pass. Ab dort folgt er dem Goose Creek, Little Goose Creek und Rock Spring Creek. Der Trail führte durch Thousand Spring Valley und entlang des West Brush Creek und Willow Creek, bis er den Oberlauf des Humboldt River im Nordwesten des heutigen Bundesstaatgebiets von Nevada erreicht.
Ab hier folgte der Trail dem Nordufer des Flusses und durchquerte den schmalen Carlin Canyon, der bei Hochwasser nahezu undurchquerbar war. Im Westen des Canyon führte der Trail den Emigrant Gap hinauf und danach hinab durch den Emigrant Canyon um bei Gravelly Ford wieder auf den Humboldt River zu stoßen. Dort teilte sich der Trail in zwei Arme auf, die dem Nord und Südufer des Flusses folgten. In Humboldt Bar vereinten sich die beiden Arme wieder.

### Die Truckee-River- und Carson-River-Routen
Am Humboldt Sink teilte sich der California Trail erneut. Die Truckee River Route verlief weiter nach Westen durch die Forty-Mile-Wüste und erreichte den Truckee River beim heutigen Wadsworth, Nevada. Diese Route folgte dem Truckee River bis zum Donner Lake, überquerte den Sierra-Kamm durch den Donner Pass und verlief dann die Sierra hinunter durch Emigrant Gap.
Der Carson Trail (auch als Carson River Route bekannt) verlief nach Süden durch die Forty Mile Wüste, berührte den westlichen Rand des Carson Sink und traf auf den Carson River nahe dem heutigen Fallon, Nevada. Daraufhin folgte der Trail dem Carson River und überquerte den Sierra-Kamm durch den Carson Pass.
Beide Routen führten zu Sutter’s Fort, das im Stadtgebiet des heutigen Sacramento, Kalifornien lag.

### Weitere Routen
Zu den weniger häufig genutzte Routen gehören der Beckwourth Cutoff und der Applegate-Lassen Cutoff. Der Beckwourth Cutoff verließ die Truckee-River-Route beim heutigen Reno, Nevada, führt nach Norden durch den Beckwourth Pass und hinunter zwischen dem nördlichen und mittleren Arm des Feather River.
Der  Applegate-Lassen Cutoff verließ den California Trail nahe dem heutigen Rye Patch Reservoir und durchquerte die Black Rock Wüste und den High Rock Canyon bis zu Goose Lake. Dort teilte sich diese Route in den Lassen Cutoff und den Applegate Trail. Der Lassen Cutoff führt nach Süden ins Sacramento-Tal, entlang des Pit River. Der Applegate Trail führt nach Westen in den Südosten Oregons entlang des Lost River.

## Geschichte
Als Kalifornien sich noch unter spanischer und mexikanischer Herrschaft befand, war das Große Becken nur teilweise erkundet. Die Hoffnungen auf einen schiffbaren Wasserweg von den zentralen Rocky Mountains zum Pazifik führten dazu, dass ab dem späten 18. Jahrhundert ein Fluss unter dem Namen Buenaventura River in die Landkarten der Region eingetragen wurde. 1834 sandte Benjamin Bonneville, Offizier der United States Army, während einer privaten Expedition nach Westen die durch John Jacob Astor finanziert wurde, Joseph R. Walker weiter westlich des Green River im heutigen Utah, mit dem Auftrag eine Route nach Kalifornien zu finden. Walker entdeckte, dass der Humboldt River eine natürliche Verkehrsader durch das Große Becken bildet.
Während der 1840er Jahre wurde der Trail sporadisch durch Siedler genutzt. Der erste bekannte Emigrant, der den Trail nutzte, um nach Kalifornien vorzudringen, war John Bidwell, der 1841 die Bartleson-Bidwell Party (eine kleine Reisegruppe von Siedlern) führte. Zwei Jahre später nahm Joseph Chiles dieselbe Route. 1844 gelang es Caleb Greenwood und der Stephens-Townsend-Murphy Party, als erste die Sierra Nevada mit Planwagen zu überqueren. Anfang 1844 hatte John Charles Frémont in einer Vermessungsexpedition erstmals die Geographie des Landes westlich der Rockies im Zusammenhang ermittelt. 1845 führten er und Lansford W. Hastings Siedlerzüge von mehreren Hundert Personen entlang der California Trail. Im folgenden Jahr überzeugte Hastings einen anderen Siedlerzug seine „Abkürzung“ südlich der Hauptroute zu wählen. Beispielsweise 1850 wurden westlich der Humboldt Sink fünf Gallonen Wasser (rund 23 Liter) für 50 US-Dollar verkauft, beim Hastings Cutoff boten Reisende 500 US-Dollar für ein Getränk.
Der sporadischen Nutzung durch einzelne Siedlerzüge folgte ab 1848 eine Welle von Emigranten, die durch Goldfunde in Kalifornien ausgelöst wurde. Im selben Jahr erwarb die Regierung der Vereinigten Staaten mit dem Vertrag von Guadalupe Hidalgo den Südwesten der USA. Nur einige Monate nach der öffentlichen Bekanntmachung der Goldfunde durch Präsident James K. Polk im Frühjahr von 1849, machten sich tausende Goldsucher nach Westen auf.
1857 verließen Siedler der Kirche Jesu Christi der Heiligen der Letzten Tage das Carson River Valley und zogen nach Nordosten, wo sie die Salt Lake City und knapp 400 weitere Siedlungen gründeten und sich für den bevorstehenden Krieg gegen die USA vorbereiten wollten. Damit war das Carson River Valley, durch das der California Trail führte, wichtiger Infrastruktur entledigt. Bald ließen sich auch nicht-mormonische Händler in Salt Lake City nieder. Viele Siedler nutzten die Infrastruktur der Stadt zur Überwinterung. Salt Lake City entwickelte sich in innerhalb kurzer Zeit zum zentralen Handels- und Erholungsort auf dem California Trail.
Am 11. September 1857 verübten Mitglieder der Kirche Jesu Christi der Heiligen der Letzten Tage gemeinsam mit Paiute-Indianern während des Utah-Krieges das Mountain-Meadows-Massaker an einem Wagenzug nach Kalifornien. Dabei kamen 120–150 Reisende, die mehrheitlich aus Arkansas stammten, ums Leben. Das Massaker fand im südlichen Utah statt.
Auf Teilen des California Trail in Nevada verläuft die Central Pacific-Bahn, als Teil der ersten transkontinentalen Eisenbahnlinie der USA. Im 20. Jahrhundert wurde die Route zum Bau der Highways genutzt. Dazu gehören der U.S. Highway 40 und später die Interstate 80.  Wagenspuren der Planwagen und die Namen von Siedlern, die mit Schmierfett auf Steine geschrieben wurden, können auch heute noch in der City of Rocks National Reserve im Süden von Idaho besichtigt werden.